# Eutyches
Eutyches (378 – 454) was een tot priester gewijde monnik en later archimandriet in Constantinopel. Door zijn contacten met Chrysaphius, de eerste minister van keizer Theodosius II, had hij grote invloed in politieke en kerkelijke kringen. 
Eutyches bestreed Nestorius en zijn volgelingen en was van mening dat men de persoon van Christus alleen vanuit zijn goddelijkheid moest zien. Vanwege deze monofysitische opvattingen werd hij in november 448 door bisschop Flavianus van Constantinopel afgezet als abt en werd zijn priesterschap hem ontnomen. 
Keizer Theodosius II riep hierop in 449 het concilie van Efeze II bijeen, waar de veroordeling van Eutyches ongedaan werd gemaakt. Onder dreiging van geweld werd het concilie gedwongen in te stemmen met de afzetting van bisschop Flavianus, maar de besluiten van deze "roverssynode" werden ongedaan gemaakt tijdens het Concilie van Chalcedon  in 451. Eutyches stierf in het jaar 454 in ballingschap.